# Museum.ebensee

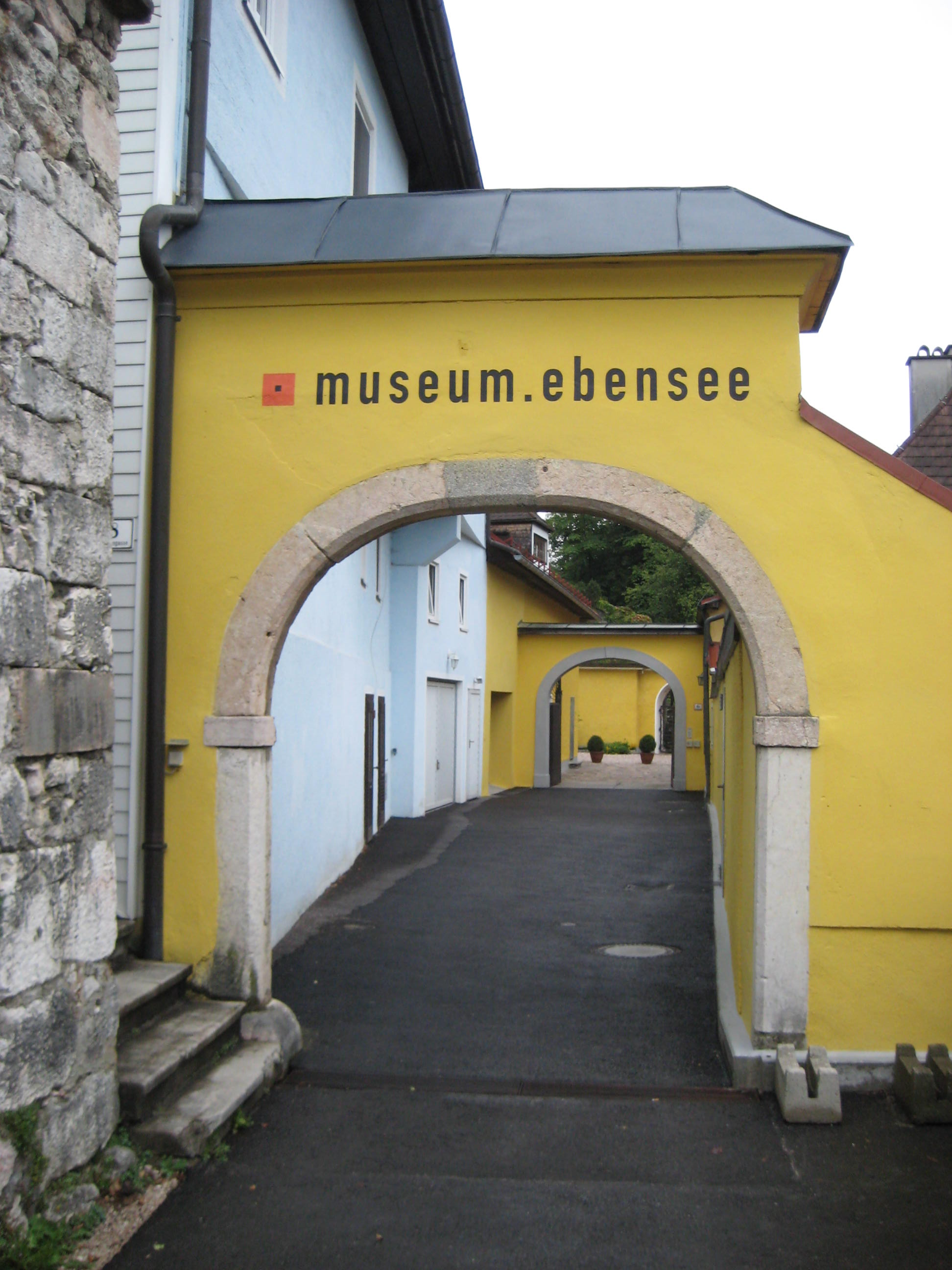
Zugang zum Museum

Das museum.ebensee (früher  Heimatmuseum Ebensee und Heimathaus) ist ein Heimatmuseum in der Marktgemeinde Ebensee in Oberösterreich. 

## Geschichte
Das Museum befindet sich im ehemaligen Verwesamt, das in dem Gebäude von 1605 bis 1852 bestand. Der Verweser war Direktor der Saline, verwaltete die Forsten, war Bürgermeister, kommandierte die Polizei und hatte die Funktion eines Richters inne. Das ehemalige Gebäude der Salinendirektion steht unter Denkmalschutz. Erhalten sind Renaissancedecken, die beim Umbau 2008 abgehängt wurden.
Schwerpunkt des 1974 eröffneten Museums ist das Thema der Salzgewinnung, der Salinengeschichte und der Forstwirtschaft. Die Ausstellung stellt die Arbeit in der Saline und im Sudhaus dar. Zu den Objekten gehört ein Stück der hölzernen Rohrleitung, die über eine Entfernung von 40 Kilometern Sole von Hallstatt nach Ebensee transportierte. Holz wurde in großen Mengen für die Befeuerung des Sudhauses benötigt. 
Aus Anlass der Oberösterreichischen Landesausstellung 2008 zum Thema Salzkammergut wurde das Museum umgestaltet. Dabei wurde im zweiten Geschoß die Ausstellung „Heimat – Himmel & Hölle“ untergebracht. Sie behandelt das Thema Migration. Die Zuwanderung ins Salzkammergut begann durch den Zuzug von Holz- und Salinenfachleuten seit dem frühen 17. Jahrhundert, als die Salzgewinnung in der Ebenseer Saline begann. Ein weiterer Abschnitt der Migration ist die Zuwanderung nach Ende des Zweiten Weltkriegs. Die Emigration aus Glaubensgründen betraf etwa die Landler, die Protestanten, die im Zuge der Gegenreformation im 18. Jahrhundert nach Siebenbürgen deportiert wurden sowie die Vertreibung von Juden in der Zeit des Nationalsozialismus. „Heimat – Himmel & Hölle“ hatte während der Landesausstellung 14.000 Besucher.
Das Museum zeigt heimatkundliche Themen wie Trachten, Kostüme des Ebenseer Fetzenfaschings, die historische Einrichtung eines Schulklassenraums bis zum Brauchtum des Singvogelfangs mit Fangkäfigen, der im Salzkammergut vereinzelt noch erlaubt ist. Auch das Thema Tourismus seit Beginn des Schilaufs am Feuerkogel wird dargestellt. 
Im Dachgeschoß befindet sich eine Sammlung vom Glöcklerkappen, die in Ebensee seit dem 19. Jahrhundert beim Glöcklerlauf am Vorabend des Dreikönigstags, der Raunacht, getragen werden.